# نقل سيادة هونغ كونغ
جرى نقل سيادة هونغ كونغ رسميا (المعروف ب«التسليم») أو «العودة» في بر الصين الرئيسي خلال احتفال لنقل سيادة هونغ كونغ من المملكة المتحدة إلى الصين في 1 يوليوز 1997 وهو الحدث الذي تم بثه في جميع أنحاء العالم بحضور الأمير تشارلز، ولي عهد بريطانيا.
يضم إقليم هونغ كونغ جزيرة هونغ كونغ وشبه جزيرة كولون، والتي تم التنازل عنها لبريطانيا مابين 1842 و1860 وكذا الأقاليم الجديدة، والتي تم تأجيرها لمدة 99 سنة في عام 1898 بين سلالة تشينغ الحاكمة والإمبراطورية البريطانية، في ثلاث معاهدات غير متكافئة، وقعت الأولى في نهاية حرب الأفيون الأولى (1839-1842)، وسميت بمعاهدة نانجينغ (29 أغسطس 1842) والتي اقتصرت على جزيرة هونغ كونغ، ثم وقعت الثانية في نهاية حرب الأفيون الثانية (1856 - 1860) وعرفت بمعاهدة بكين (24 أكتوبر 1860) والتي شهدت إضافة شبه جزيرة كولون، وأخيرا اتفاقية تمديد هونغ كونغ (9 يونيو 1898)، والتي عرفت إضافة الأقاليم الجديدة، بعد هزيمة إمبراطورية تشينغ في الحرب الصينية اليابانية (1894-1895). تؤجل بمقتضاها في كل مرة نهاية ال99 سنة المتفق عليها في عقد الإيجار.
خلال نقل السيادة تمت إعادة النظر في جزيرة هونغ كونغ وكولون لتتوافق مع انتهاء عقد تأجير الأقاليم الجديدة في منتصف ليلة 30 يونيو، وقد شهد هذا الحدث التاريخي نهاية الحكم البريطاني في هونغ كونغ، الذي يعتبره البعض بمثابة نهاية الإمبراطورية البريطانية.
يؤكد الإعلان الصيني البريطاني المشترك حول قضية هونغ كونغ، الذي تم توقيعه في 19 ديسمبر 1984 نهاية عقد الإيجار ويوقع على جدول زمني لإعادة التدوير التدريجي لهونغ كونغ إلى الصين على مدى 50 عامًا. ما يسمى بسياسة «بلد واحد ونظامان مختلفان» لتصبح هونغ كونغ أول منطقة إدارية صينية خاصة، قبل بضع سنوات من جارتها ماكاو، والتي أعادتها البرتغال في 20 ديسمبر 1999.

## خلفية تاريخية

حصلت بريطانيا العظمى على جزيرة هونغ كونغ في عام 1842 وشبه جزيرة كولون في عام 1860 والأقاليم الجديدة في عام 1898.

حصلت المملكة المتحدة على هونغ كونغ من خلال ثلاث معاهدات وقعتها مع سلالة تشينغ الصينية الحاكمة عرفت بالمعاهدات الغير المتكافئة بمقتضاها تم التنازل عن جزيرة هونغ كونغ في معاهدة نانكينغ سنة 1842، ثم التنازل عن شبه جزيرة كولون في معاهدة بكين سنة 1860، ثم تأجير الأقاليم الجديدة في اتفاقية تمديد إقليم هونغ كونغ سنة 1898. وعلى الرغم من أن بنود المعاهدات يفيد التخلي بشكل أبدي عن جزيرة هونغ كونغ وشبه جزيرة كولون إلا أن تأجير الأقاليم الجديدة لمدة 99 سنة يبقي مفعلا. ورغم ذلك لم تعق الطبيعة المحدودة لعقد التأجير تطور هونغ كونغ حيث أن الأقاليم الجديدة كانت في الواقع، متكاملة للغاية مع بقية هونغ كونغ.
بحلول عام 1984 عندما تم التوقيع على الإعلان الصيني البريطاني المشترك، كان من غير المعقول الفصل بين الأراضي المتنازل عنها دون الأقاليم الجديدة المستأجرة. بالإضافة إلى ذلك، ومع ندرة الأراضي والموارد الطبيعية في جزيرة هونغ كونغ وكولون، تم القيام باستثمارات كبيرة في الهياكل الأساسية في الأقاليم الجديدة، مع تجاوز الاستحقاق إلى ما بعد 30 يونيو 1997.
عندما حصلت جمهورية الصين الشعبية على مقعدها في الأمم المتحدة نتيجة لقرار الجمعية العامة للأمم المتحدة رقم 2758 عام 1971، بدأت الصين تتصرف بشكل دبلوماسي حول قضايا السيادة في هونغ كونغ وماكاو. وفي مارس 1972، كتب ممثل الصين في الأمم المتحدة هوانغ هوا إلى لجنة الأمم المتحدة لإنهاء الاستعمار بناء إلى موقف حكومة بلاده قائلا:
«"إن الأسئلة حول هونغ كونغ وماكاو تنتمي إلى فئة الأسئلة الناتجة عن سلسلة المعاهدات غير المتكافئة التي فرضها الإمبرياليون على الصين. هونغ كونغ وماكاو جزء من الأراضي الصينية التي تحتلها السلطات البريطانية والبرتغالية. إن تسوية المسائل المتعلقة بهونغ كونغ وماكاو تقع مسؤوليتها بالكامل ضمن حقوق السيادة الصينية ولا تندرج تحت الفئة الأراضي الاستعمارية العادية، وبالتالي لا ينبغي أن تدرج في قائمة الأراضي الاستعمارية التي يشملها إعلان منح الاستقلال للأراضي الاستعمارية و فيما يتعلق بمسائل هونغ كونغ وماكاو، فقد رأت الحكومة الصينية باستمرار أنه ينبغي تسويتها بطريقة مناسبة عندما تكون الظروف ناضجة كفاية لذلك"».
في نفس العام وبتاريخ 8 نوفمبر، أصدرت الجمعية العامة للأمم المتحدة القرار الخاص بإزالة هونغ كونغ وماكاو من القائمة الرسمية للمستعمرات.
في مارس 1979، قام محافظ هونغ كونغ موراي ماكلوز بأول زيارة رسمية له لجمهورية الصين الشعبية، حيت أخذ بزمام المبادرة لرفع مسألة سيادة هونغ كونغ مع الزعيم الصيني دينج شياو بينج. دون توضيح وتحديد الموقف الرسمي لحكومة جمهورية الصين الشعبية، فإن ترتيب عقود الإيجار العقاري والقروض في هونغ كونغ خلال السنوات الثماني عشرة القادمة سيكون صعبا.
ردا على المخاوف من تأجير الأراضي في الأقاليم الجديدة، اقترح موراي ماكلوز السماح للإدارة البريطانية في هونغ كونغ باستمرار فترة التأجير بعد عام 1997. كما اقترح أيضا أن تشمل العقود عبارة «طالما أن التاج يدير الإقليم».
في وقت مبكر من منتصف 1970، واجهت هونغ كونغ مخاطر إضافية تمتلت بسحبها لقروض على نطاق واسع بغية الاستثمار في مشاريع البنية التحتية مثل نظام السكك الحديدية مترو هونغ كونغ ومطار جديد. من جانبه، أكد الزعيم الصيني دينج شياو بينج ضرورة عودة هونغ كونغ للصين، حيث ستمنحها حكومة جمهورية الصين الشعبية وضعا خاصا. وقد رفعت زيارة ماكلوز إلى جمهورية الصين الشعبية الستار على مسألة سيادة هونغ كونغ: لقد تم إدراك بريطانيا لتطلعات لجان المقاومة الشعبية لاستئناف سيادتها على هونغ كونغ وبدأت في اتخاذ الترتيبات وفقا لذلك لضمان استدامة مصالحها داخل الإقليم، وكذلك الشروع في إنشاء خطة الانسحاب في حالة الطوارئ.
بعد ثلاث سنوات، استقبل الزعيم الصيني دينج شياو بينج رئيس الوزراء البريطاني السابق إدوارد هيث، الذي تم إرساله كمبعوث خاص من قبل رئيسة الوزراء مارغريت ثاتشر لإثبات وفهم وجهة نظر جمهورية الصين الشعبية فيما يتعلق بمسألة هونغ كونغ. وخلال اجتماعه، أوضح دينج خططه لجعل الإقليم منطقة اقتصادية خاصة محتفظة بنظامها الرأسمالي تحت السيادة الصينية. وفي نفس العام، قاد إدوارد يود الذي خلف ماكليوز في منصب الحاكم السادس والعشرون لهونغ كونغ وفداً يضم خمسة أعضاء في المجلس التنفيذي إلى لندن.
في ضوء الانفتاح المتزايد لحكومة جمهورية الصين الشعبية والإصلاحات الاقتصادية على البر الرئيسي، سعت رئيسة الوزراء البريطانية آنذاك مارجريت تاتشر إلى موافقة جمهورية الصين الشعبية على استمرار الوجود البريطاني في الإقليم.
ومع ذلك، اتخذت جمهورية الصين الشعبية موقفا معاكسا: فلم تكن رغبة جمهورية الصين الشعبية ضم الأقاليم الجديدة المؤجرة حتى عام 1997 إلى سيادتها بل رفضت أيضا الاعتراف «بالمعاهدات غير العادلة وغير المتساوية» التي أطحت بموجبها بجزيرة هونغ كونغ وشبه جزيرة كولون لبريطانيا للأبد. ونتيجة لذلك، اعترفت جمهورية الصين الشعبية بالإدارة البريطانية لهونغ كونغ فقط، وليس السيادة البريطانية عليها.